# Косвіг (Саксонія)
Косвіг (нім. Coswig) або Косовики (в.-луж. Kosowiki) — місто в Німеччині, розташоване в землі Саксонія. Входить до складу району Майсен.
Площа — 25,85 км2. Населення становить 20 694 ос. (станом на 31 грудня 2020).
Місто поділяється на 5 міських районів.

## Галерея

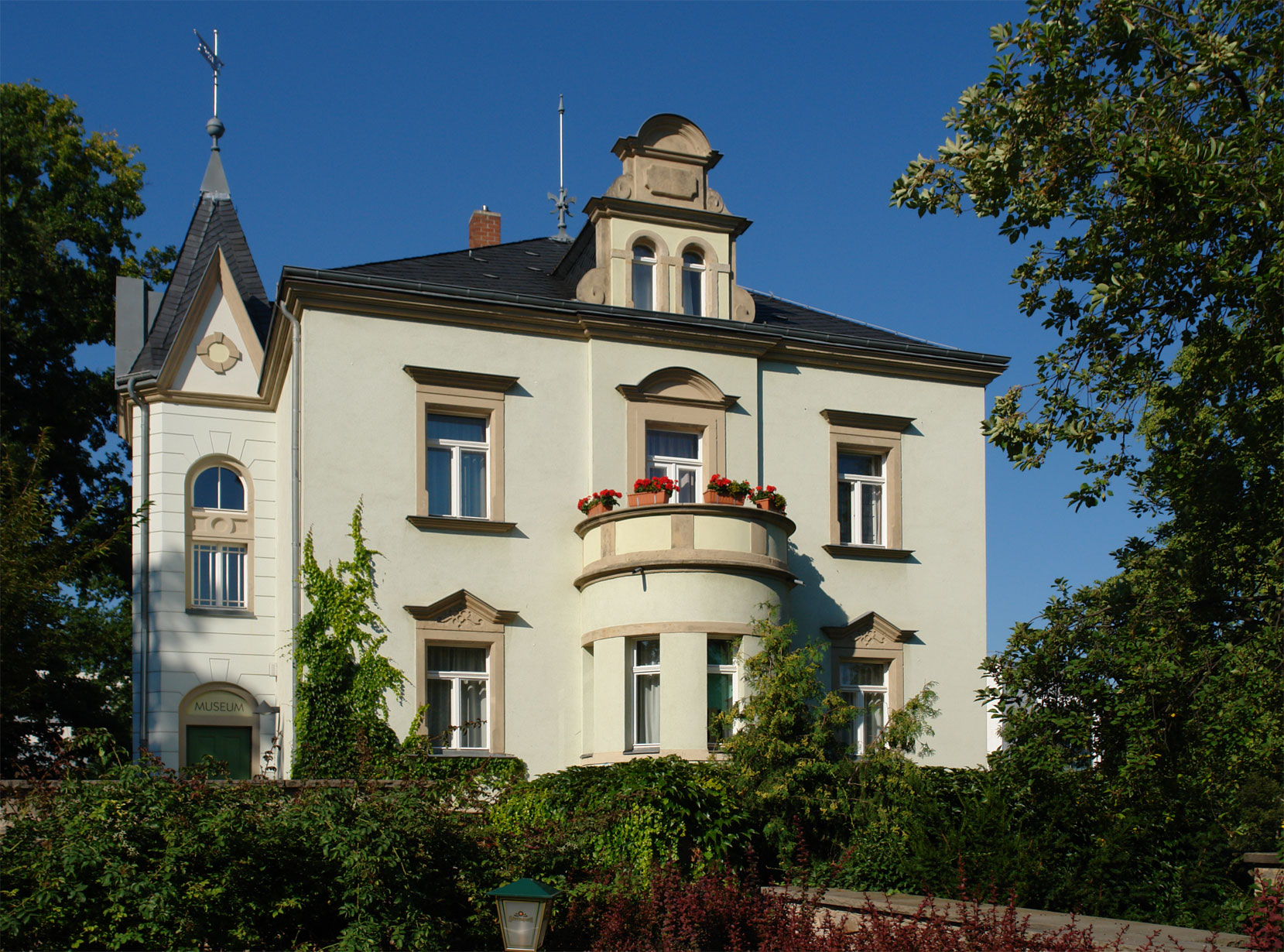
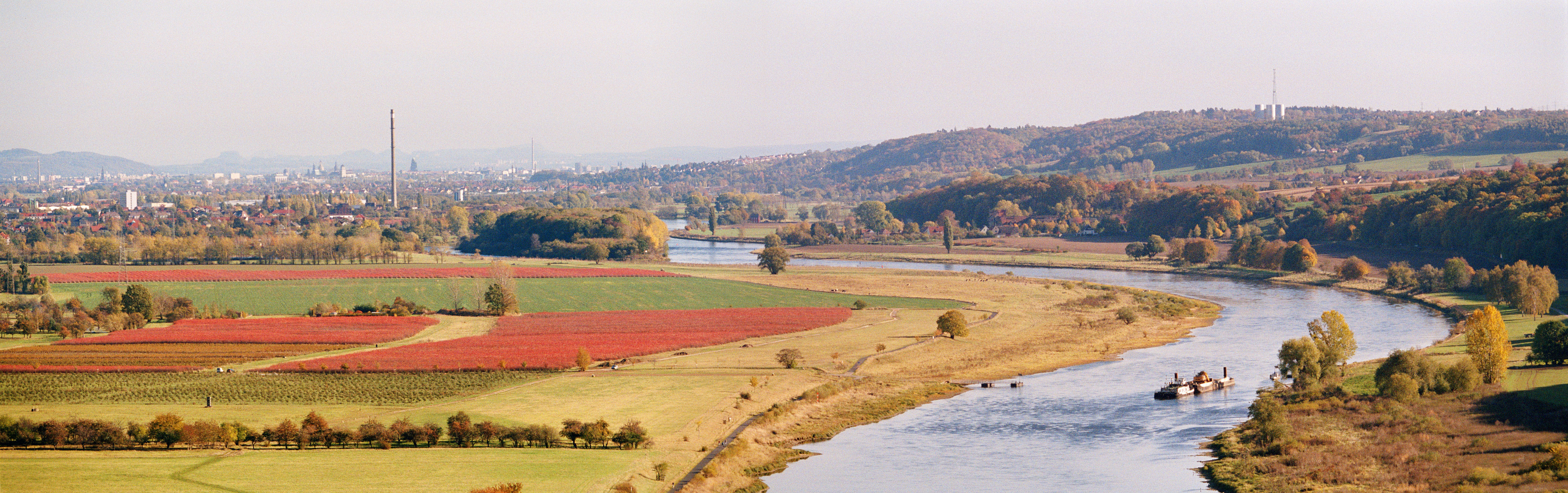